# Tekla Teresa Łubieńska
Tekla Teresa Łubieńska (nacida el 6 de junio de 1767 en Varsovia, fallecida el 15 de agosto de 1810 en Cracovia) fue una dramaturga, poeta y traductora polaca.

## Biografía

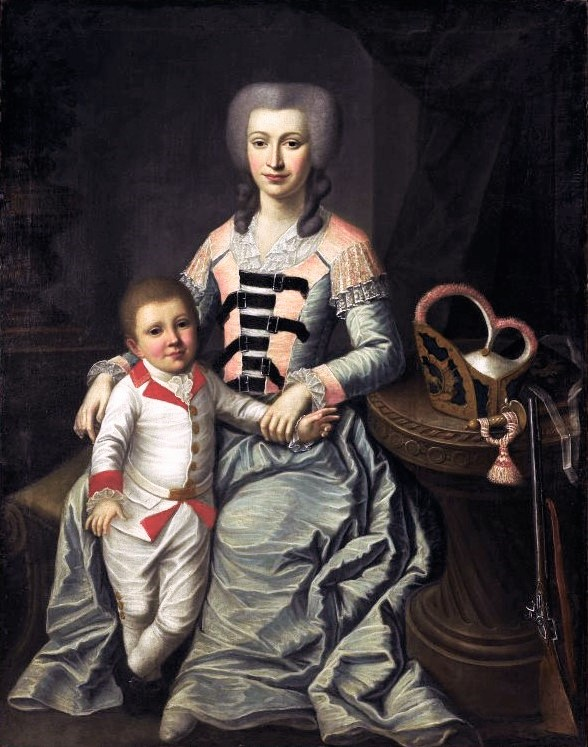
Tekla Teresa Łubieńska con su hijo mayor, Franciszek

Łubieńska era hija de los nobles polacos, Franciszek Bieliński, (sobrino e hijo adoptivo de Franciszek Bieliński), escritor de la corte y senador por Czersk y su esposa, Krystyna Justyna Sanguszko. Recibió clases en su casa. A los 11 años, en 1778, perdió a su madre. A partir de entonces, estuvo al cuidado de la duquesa, Barbara Sanguszko, su abuela materna, que le dio una educación francesa. Más tarde se casó, como segunda esposa, con Feliks Łubieński, futuro ministro de Justicia en la Polonia del Congreso. Tuvieron diez hijos, entre ellos, Tomasz y Henryk. Mientras el marido de Tekla participaba en la turbulenta política de la Confederación Targowica, ella se marchó embarazada a Praga con sus hijos. A su regreso a Polonia, en 1785, se instaló en la finca familiar de Guzów y se dedicó a la vida familiar, a la maternidad y a sus escritos. Murió repentinamente a la temprana edad de 43 años, en Cracovia, en agosto de 1810. Es antepasada de la actriz británica Rula Lenska.

## Escritos
En la época del Sejm de cuatro años escribió versos patrióticos. Al principio, se dedicó a escribir principalmente comedias, incluyendo diversiones dramáticas para niños. Más tarde produjo dramas históricos como: Wanda, reina de Polonia (1806), Carlomagno y Viduquindo(1807), un drama en dos actos en verso. Tradujo obras de Jean Racine y Voltaire.

### Obras notables
- Poesía lírica, aún inédita pero referenciada por H. Skimborowicz, "Zorza" 1843; S. z Ż. P. (Pruszakowa), "Tygodnik Ilustrowany" 1863, nr 191-192, (según Skimborowicz: Muchas oraciones escritas por ella en verso aparecen en literatura devocional publicada recientemente pero sin su firma. )
- Wanda una tragedia en 5 actos, publicada el 2 de marzo de 1806 y presentada en escena en Varsovia el 17 de abril de 1807,[2]
- Carlomagno y Viduquindo, un drama histórico con música de J. Elsner, producido por primera vez en el Teatro Nacional el 5 de diciembre de 1807. . . , Varsovia 1808 (2 ediciones)
- Una respuesta en verso a Ludwik Osiński, en respuesta a su poema dirigido a la condesa Lubienska como un himno en el día de su santo patrón[3]

### Traducciones
- Elfrida. Tragedia na wzór dramatów greckich, z angielskiego – Elfreda. Una tragedia a la manera de los dramas griegos, del inglés, inédito
- PA Metastasio: Siroe, inédito
- J. Racine: Andromaque, inédito
- Wzór męża i ojca. komedia z francuskiego , El ejemplo de un esposo y padre, una farsa de los franceses, inédita
- Voltaire: Cándido, inédito.[4]

Según Skimborowicz El teatro polaco le debe [a Tekla] varias traducciones de obras de Voltaire, pero no menciona cuáles. Un extracto de un poema traducido por el francés A. Deshoulières es reconocido como de Tekla por el semanario Warsaw Illustrated en 1863.

### Cartas
- A su hijo, Tomasz, desde el 14 de junio de 1806.[6]